# Коряжемский Николаевский монастырь
Коряжемский Николаевский монастырь — мужской монастырь Котласской епархии Русской православной церкви в Коряжме, при впадении реки Коряжемки в реку Вычегду.
Архитектурный ансамбль монастыря является объектом культурного наследия регионального значения.

## История в период XVI — начала XX веков
Монастырь основан в 1535 году монахом Павло-Обнорского монастыря Лонгином и Симоном Сойгинским. В монастыре долгое время жил ученик преподобного Лонгина — Христофор Коряжемский, позже основавший Христофорову пустынь.

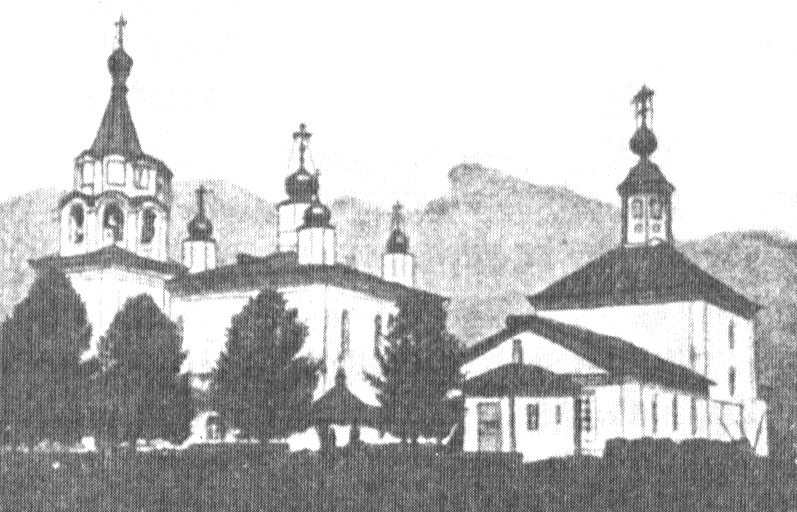
Коряжемский Николаевский монастырь в начале XX века

Расцвет культурной жизни монастыря следует отнести к середине XVII века, когда игуменом монастыря становится Александр (1643—1651), будущий епископ сначала Коломенский, а потом Вятский. Предполагают, что «Сказание о Логгине Коряжемском» принадлежит Александру Вятскому.
Не позже 1650 года построена церковь Спаса Нерукотворного. Благовещенский собор монастыря выстроен в 1671 году.
В 1764 году монастырь получил III класс. Монастырь был упразднён в 1863 году. В 1887 году перестроен Благовещенский собор.
В 1896 году снова стал действующим. В 1907 году построена церковь Святого Лонгина Коряжемского, первый камень которой был заложен 8 августа 1904 года.
В сентябре 1918 года в монастыре были расстреляны находившийся здесь архимандрит Сольвычегодского Введенского монастыря Феодосий (Соболев), архимандрит Николаевского Коряжемского монастыря Павел (Моисеев), иеромонахи Никодим (Щапков), Серафим (Кулаков) и архангельский купец Павел Ганичев. Монастырь упразднён в 1920-х годах. Некоторые старинные документы монастыря ныне находятся в РГАДА.

## Новейшая история

Монастырь в 1990-е годы

Ныне монастырь не действует, хотя бывшие монастырские храмы в 1988 году переданы церкви. Николаевский Собор и Архиерейские палаты датируются концом XIX века. Колокольня была построена в 1990-е годы. Спасская церковь — первая половина XVIII века. В храме Лонгина Коряжемского хранятся православные реликвии: вериги и власяница основателя монастыря. Достопримечательностью храма являются два иконостаса, выполненные современным мастером резьбы по дереву Анатолием Панферовым.
В 2005 году Священным Синодом Русской Православной Церкви два архимандрита и два иеромонаха, расстрелянные в монастыре в 1918 году, были включены в Собор новомучеников и исповедников Российских.